# 3223-as mellékút (Magyarország)
A 3223-as számú mellékút egy bő 11 kilométeres hosszúságú, négy számjegyű mellékút Jász-Nagykun-Szolnok vármegye északi részén; Nagykörű és Fegyvernek összekötését szolgálja, a Tisza két partja között kompátkeléssel.

## Nyomvonala
A 3224-es útból ágazik ki, annak a 18+350-es kilométerszelvénye közelében, Nagykörű és Csataszög közigazgatási határa közelében, de teljesen nagykörűi külterületek között. Délnyugat felé indul, és mintegy 3,3 kilométer után éri el e község lakott területét, ahol előbb Rákóczi út, majd a központba érve Petrovay György út lesz a helyi neve, a településen élt levéltáros, genealógus és növénynemesítő emlékére. 5,5 kilométer után hagyja el a lakott terület déli szélét, majd hamarosan eléri a Tisza-partot.
A folyót az út kompátkeléssel keresztezi, de egy darabig még utána is nagykörűi üdülőterületek és tanyás részek közt folytatódik. Már majdnem a 11. kilométerénél jár, amikor elér egy Tisza-holtágat, amit híddal szel át. A morotva túlpartján már fegyverneki határok – és egyben lakott területek – közé érkezik, kicsivel arrébb pedig véget is ér, beletorkollva a 3216-os útba, annak a 2+800-as kilométerszelvénye közelében, a település belterületének északnyugati részén.
Teljes hossza, az országos közutak térképes nyilvántartását szolgáló kira.kozut.hu adatbázisa szerint 11,237 kilométer.

## Története
Az út minősége rossz, elhanyagolt. A kompátkelés után a fegyverneki oldalon egy szakaszon a pályatest csak egy gépjármű széles, ez idővel kiszélesedik.

## Települések az út mentén
- Nagykörű
- Fegyvernek